# بلک‌برن تی.۴
بلک‌برن تی. ۴ (به انگلیسی: Blackburn_Cubaroo) یک هواگرد ملخ‌پیشین تک‌موتوره از نوع اژدرافکن ساخت شرکت هواگردسازی بلک‌برن است. هواگرد بلک‌برن تی. ۴ نخستین پروازش را در ۱۹۲۴ میلادی انجام داد. در مجموع، تعداد ۲ فروند از این هواگرد ساخته شده‌است.
طراح این هواگرد، F A Bumpus بود.